# طيسفون
المدائن أو طيسفون وأصلها طوسفون وتعرف كذلك باسم قطيسفون أو قطسيفون (بالآرامية: ܩܛܝܣܦܘܢ) (باليونانية: Κτησιφῶν) (بالفارسية: تيسفون) أو المدائن؛ مدينة عراقية بناها الإغريق قبل الميلاد وورثها الفرس، والتي بَقَت مركزًا رئيسيًا للبلاد حتى حلت محلها بغداد في القرن الثامن. وكانت عاصمة الساسانيين والفرثيين. بنيت المدينة على الضفة الشرقية لنهر دجلة قرب بلدة المدائن/سلمان باك الحالية ما يقارب ال35 كم جنوب شرق بغداد. يقع موقع طيسفون قرب موقع مدينة سلوقية الأثرية التي بناها السلوقيون. من أشهر معالم طيسفون بناء طاق كسرى أو إيوان كسرى الذي كان مقر الحكم الساساني.

## تركيبة المدينة
كانت الطبقة الحاكمة في المدينة هي من الفرس المجوس الذين تحدثوا الفارسية البهلوية وتأثروا بالأرامية. في حين كان بقية السكان مقسمين بين المتحدثين بالأرامية والمندائيين واليهود والمزدكيين وأتباع المانوية إضافة إلى بعض الوثنيين البابليين من أتباع ديانات بابل القديمة إضافة إلى وجود عربي صغير.

## بعد الفتح الإسلامي
عندما سقطت العاصمة الفارسية طيسفون الواقعة في مقاطعة خفرفان (المعروفة اليوم بالعراق) على يد المُسلمين خلال الفتح الإسلامي للعراق في عام 637 تحت القيادة العسكرية لسعد بن أبي وقاص خلال خلافة عمر بن الخطاب تم حرق قصورها ومحفوظاتها. وفقًا لمحمد بن جرير الطبري في كتابه تاريخ الطبري، كتب القائد العربي سعد بن أبي وقاص إلى الخليفة عمر بن الخطّاب يسأل فيه عما ينبغي فعله بالكتب في رسالته. وكان رد عمر: إذا كانت الكتب تتناقض مع القرآن، فهي تجديف. من ناحية أخرى، إذا كانت متفقة معها، فليس هناك حاجة لها، لأن القرآن كافٍ لنا. وتم تدمير مكتبة ضخمة وتم حرق عشرات الكتب، وهي نتاج لأجيال من العلماء والباحثين الفرس، وتم أسر ما يقرب من 40,000 من النبلاء الفرس وتم بيعهم لاحقًا كعبيد في الجزيرة العربية. أقام العرب المسلمون مدينة المدائن على أنقاض مدينتي طيسفون وسلوقية، حيث دفن الصحابي سلمان الفارسي في المدائن. وقد استخدم أبو جعفر المنصور بعضًا من حجارة طيسفون والمدائن في بناء بغداد.

## الموقع الحالي
تقع طيسفون في موقع ملاصق لبلدة سلمان باك العراقية على الضفة الشرقية لدجلة ومن أشهر أطلال المدينة طاق كسرى الذي كان قصرًا لملوك الساسانيين.

## معرض صور

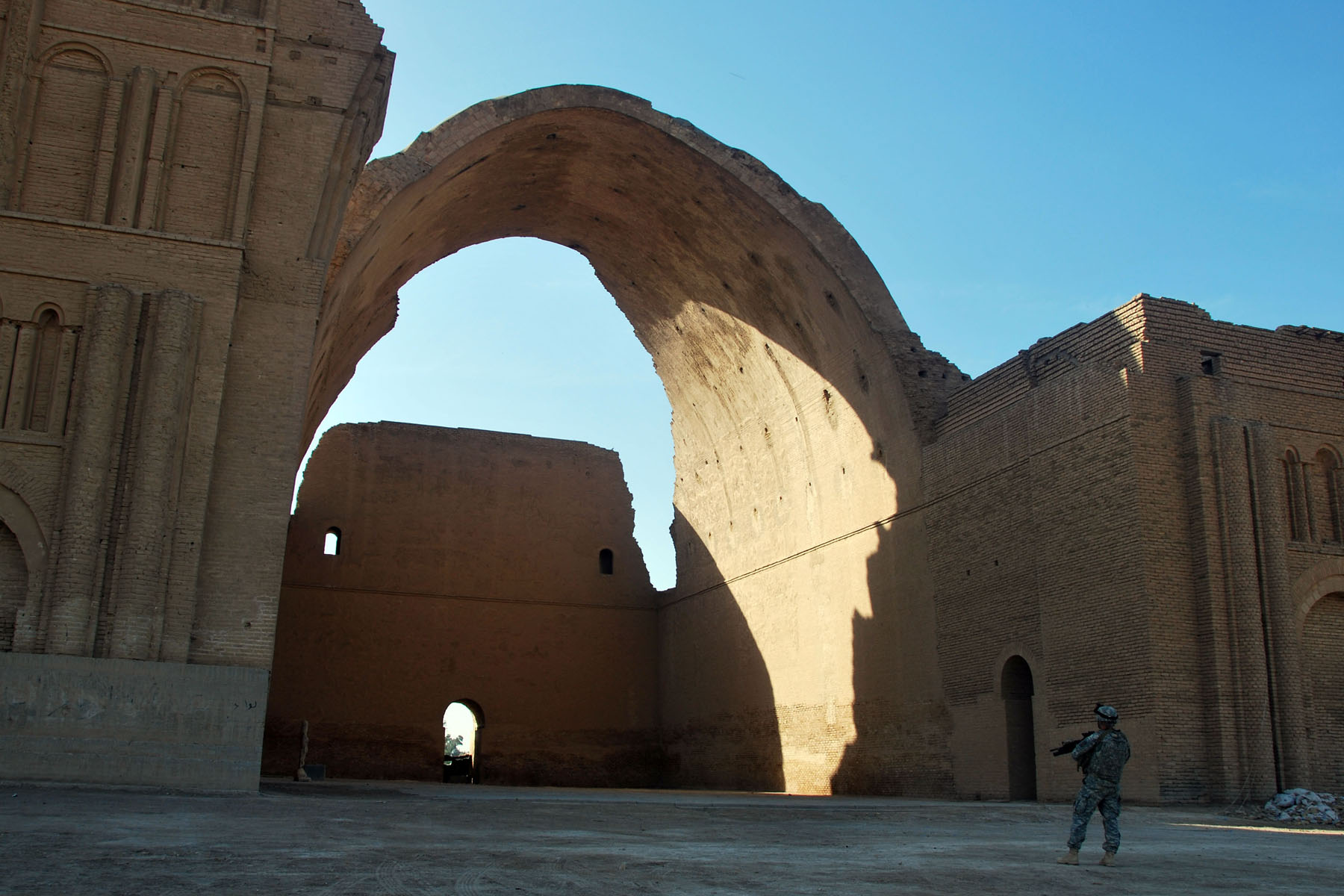
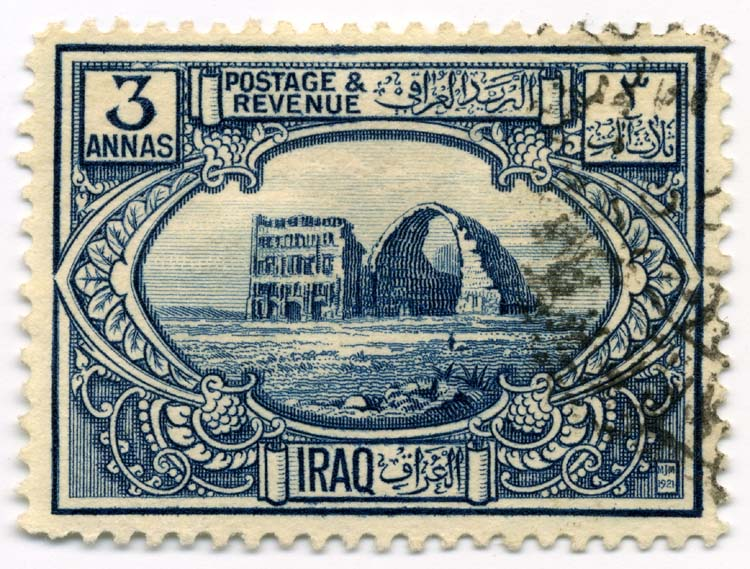
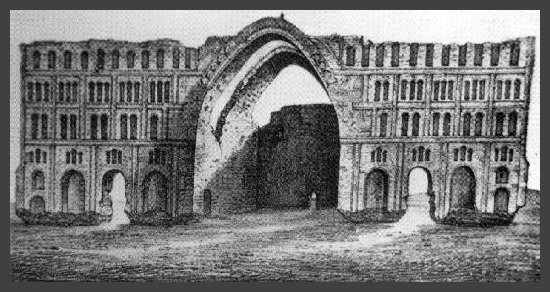

## أعلام
- كسرى الأول
- كسرى الثاني
- ماني
- ابن أبي الحديد
- هرمز الرابع